# Лейн, Чарльз
Чарльз Уиллис Лейн (англ. Charles Willis Lane; род. 25 января 1869 — 17 октября 1945) — американский актёр театра и кино.

## Биография
Лейн родился в городе Мэдисон, Иллинойс.
Лейн сначала выступал на Бродвее и в других театрах начиная с 1890-х годов. Его самые известные работы — роли доктора Ланниона в «Доктор Джекилл и мистер Хайд» (1920) и доктора Ангуса МакФейла в «Сэди Томпсон» (1928).